# 天主教大瀑布城教区
天主教大瀑布城教區（拉丁語：Dioecesis Grandicataractensis）是加拿大一個羅馬天主教教區，屬紐芬蘭的聖約翰斯總教區。
1856年2月29日建立葛雷絲港教區。1964年10月30日易名至今。
教區範圍包括紐芬蘭島中部，座堂位於大瀑布城-溫莎。2006年有教友37,200人，佔轄區總人口20.2%。教區下轄三十個堂區，有廿八名司鐸。現任教區主教為羅伯特·安多尼·丹尼爾斯。